# Szentkereszt (Eperjesi járás)
Szentkereszt (szlovákul: Krížovany, korábban Svätý Kríž, németül: Kreuzdorf) község Szlovákiában, az Eperjesi kerület Eperjesi járásában.

## Fekvése
Eperjestől 16 km-re nyugatra, a Križovanka-patak völgyében található.

## Története
A 13. század végén soltész útján történt betelepítéssel alapították. 1318-ban a trsztenai Lacka fia Domonkos birtokát Perényi Orbán szerezte meg. 1318-ban „Scenthkerezth” alakban említik először, majd 1330-ban „Santa Crux” néven írják. Ugyanekkor említik először plébániáját, 1340-ben pedig ferences kolostorát. 1427-ben 32 portája adózott. A 15. század második felében már két falura: Kis- és Nagyszentkeresztre vált szét. A 15. században mezőváros lett, később piactartási jogot is kapott. 1468-ban „Senthkeresth”, „Kyssenthkeresth”, 1485-ben „Kyszentkerezt”, „Naghzenthkerezt” néven szerepel a korabeli forrásokban. A Berthóty, Hedry, Frich családok tulajdonában állt. 1787-ben 58 házában 395 lakos élt.
A 18. század végén Vályi András így ír róla: „SZENT KERESZT. Sáros Várm. földes Urai Hedry, és Berthold Urak, lakosai katolikusok, fekszik Bertoldhoz 1 mértföldnyire; határja meglehetős.”
A 19. században a Ghyllányi család birtokában állt. 1828-ban 49 háza és 361 lakosa volt, akik mezőgazdasággal, állattartással foglalkoztak.
Fényes Elek 1851-ben kiadott geográfiai szótárában így ír a faluról: „Szent-Kereszt, Swati Kriz, tót falu, Sáros vmegyében, Eperjeshez nyugotra 2 mfd., 269 kath., 83 evang., 14 zsidó lakossal. Katholikus paroch. templom. F. u. a Berthóty, és Hedry nemz.”
1920 előtt Sáros vármegye Kisszebeni járásához tartozott.

## Népessége
| Év:            | 1994. | 2004.   | 2014.   | 2024. |
| -------------- | ----- | ------- | ------- | ----- |
| Emberek száma: | 383   | 363     | 380     | 342   |
| Eltérés:       |       | -5,22 % | +4,68 % | -10 % |

| Év:            | 2023. | 2024.   |
| -------------- | ----- | ------- |
| Emberek száma: | 341   | 342     |
| Eltérés:       |       | +0,29 % |

1910-ben 294, túlnyomórészt szlovák lakosa volt.

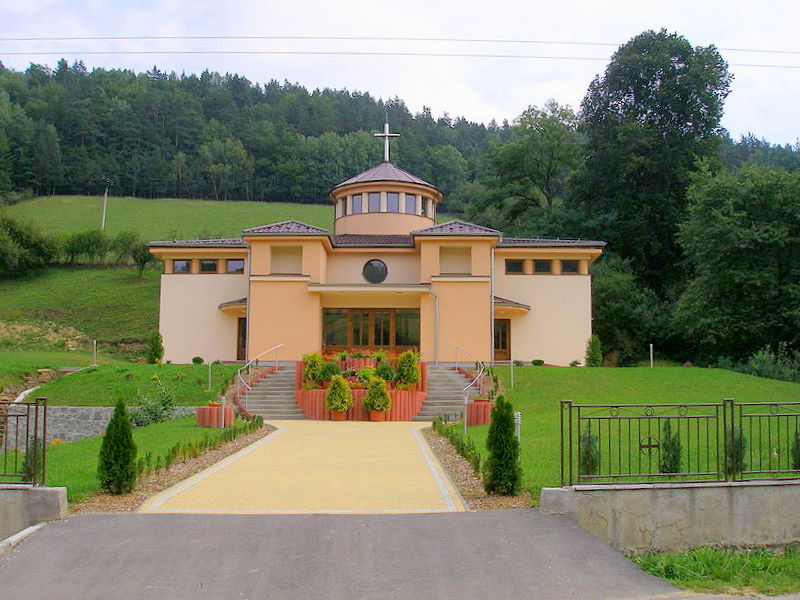
Szentkereszt új temploma

2001-ben 362 lakosából 361 szlovák  volt.
2011-ben 367 lakosából 347 szlovák.

## Nevezetességei
- A Szent Kereszt tiszteletére szentelt római katolikus temploma 1330 körül épült. A 17. században bővítették, 1775-ben barokk stílusban építették át. Belseje részben gótikus, főoltára 1510 körül készült késő gótikus stílusban.
- A falu új temploma 2006-ban épült.
- A templom előtt álló harangtorony a 14. század közepén épült, a 15. század végén és a 17. században átépítették.